# Ophiacantha parcita
Ophiacantha parcita är en ormstjärneart som beskrevs av Jean Baptiste François René Koehler 1906. Ophiacantha parcita ingår i släktet Ophiacantha och familjen knotterormstjärnor. Inga underarter finns listade i Catalogue of Life.